# Glory Onome Nathaniel
Glory Onome Nathaniel (née le 23 janvier 1996) est une athlète nigériane, spécialiste du 400 mètres haies.

## Biographie
En 2017, elle remporte trois médailles d'argent aux Jeux de la solidarité islamique de 2017, sur 400 m haies et dans les deux relais.
En 2018, elle remporte la médaille d'argent du 4 × 400 m aux Jeux du Commonwealth de Gold Coast, en Australie, battant son record personnel en 55 s 01. Elle devient ensuite championne d'Afrique du 400 m haies à Asaba.
Le 13 octobre 2018, elle est suspendu par l'Agence mondiale antidopage après avoir été contrôlée positive à un stéroïde, le stanozolol.

## Palmarès
| Date | Compétition                     | Lieu        | Résultat | Épreuve     | Temps         |
| ---- | ------------------------------- | ----------- | -------- | ----------- | ------------- |
| 2015 | Championnats d'Afrique juniors  | Addis-Abeba | 3e       | 400 m haies | 1 min 00 s 51 |
| 2017 | Jeux de la solidarité islamique | Bakou       | 2e       | 400 m haies | 55 s 90       |
| 2017 | Jeux de la solidarité islamique | Bakou       | 2e       | 4 × 100 m   | 46 s 20       |
| 2017 | Jeux de la solidarité islamique | Bakou       | 2e       | 4 × 400 m   | 3 min 34 s 47 |
| 2017 | Championnats du monde           | Londres     | 5e       | 4 x 400 m   | 3 min 26 s 72 |
| 2018 | Jeux du Commonwealth            | Gold Coast  | 6e       | 400 m haies | 56 s 39       |
| 2018 | Jeux du Commonwealth            | Gold Coast  | 2e       | 4 × 400 m   | 3 min 25 s 29 |
| 2018 | Championnats d'Afrique          | Asaba       | 1re      | 400 m haies | 55 s 53       |

## Records
| Épreuve     | Performance | Lieu       | Date          |
| ----------- | ----------- | ---------- | ------------- |
| 400 m haies | 55 s 01     | Gold Coast | 10 avril 2018 |